# Mieterinnen- und Mieterverband Schweiz
Der Mieterinnen- und Mieterverband Schweiz (MV), vertritt die Interessen der Schweizer Mieterinnen und Mieter auf nationaler Ebene. Er ist in allen drei Sprachregionen des Landes vertreten: im Mieterinnen- und Mieterverband Deutschschweiz (MVD), in der L'Association des locataires en Suisse romande (ASLOCA Romande) und in der Associazione Svizzera Inquilini im Tessin (ASI). Das Generalsekretariat vertritt die Mieterinnen und Mieter in der nationalen Politik.
Über 230’000 Mitglieder sind gesamtschweizerisch in den 20 Sektionen des Mieterinnen- und Mieterverbandes Schweiz (MV) organisiert. Rechtlich ein privater Verein mit einer ideellen Zielsetzung und ohne staatliche Unterstützung, gehört der MV zu den grossen Non-Profitorganisationen (NPO) der Schweiz.
Das Selbstverständnis des MV hat sich im Verlauf der Jahre gewandelt. War seine Tätigkeit in der Vergangenheit im Wesentlichen auf die Rechte der Mieter ausgerichtet, versteht sich der MV in jüngster Zeit auch als nationales Kompetenzzentrum für Fragen rund um die Wohn- und Lebensqualität. Als traditionelle Dienstleistung gehört die kostenlose Rechtsberatung für Mitglieder bei Fragen rund ums Mieten und Wohnen zu den wichtigsten Tätigkeiten des Mieterinnen- und Mieterverbands. Der MV ist landesweit die einzige Organisation mit langjährig spezialisierter Kompetenz in diesem Bereich. Davon profitieren Mietende in den jährlich gegen 50’000 persönlichen Rechtsberatungen.
Die lokalen Sektionen stellen Vertretende für die kantonalen Schlichtungsstellen und Mietgerichte. Diese sind paritätisch aus Vertretenden der Mieterseite und der Vermieterseite zusammengesetzt.